# Glebe Park
Le Glebe Park (parfois appelé The Glebe) est un stade de football construit en 1919 et situé à Brechin en Écosse.
D'une capacité de 3 960 places dont 1 519 assises, il accueille les matches à domicile de Brechin City, club écossais, membre de la Scottish Professional Football League.

## Histoire
Glebe Park a ouvert en 1919 et est depuis le stade de Brechin City. 
L'éclairage nocturne a été installé en 1977 et a été utilisé pour la première fois lors d'un match contre Hibernian FC.
En 1981, l'ancienne tribune, qui était mobile, est remplacé par une nouvelle de 290 places assises. En 1996, un contrat de sponsor avec Stewart Milne (en) et une subvention de la part du Football Trust (en) de 210 000£ permettent la construction d'une nouvelle tribune de 1 228 places assises.
Glebe Park a aussi été utilisé par l'équipe réserve d'Aberdeen.

## Affluence
Le record d'affluence date du 3 février 1973 pour un match de Coupe d'Écosse entre Brechin City et Aberdeen FC, avec 8 123 spectateurs, soit plus que la population de la ville.
Les moyennes de spectateurs des dernières saisons sont :
- 2014-2015 : 552 (League One)
- 2013-2014 : 900 (League One)
- 2012-2013 : 549 (Division Two)

## Transport
La gare la plus proche est la gare de Montrose (en), située à 13 kilomètres du stade. Celui-ci est rapidement accessible par l'A90 (en).